# Línea SE766 (EMT Madrid)
El Servicio Especial (S.E.) codificado como SE766 de la EMT de Madrid une Atocha con el albergue de Vallecas (distrito de Villa de Vallecas).

## Características
Junto al SE730 forma parte de la denominada Campaña del Frío del Ayuntamiento de Madrid, dando un medio de transporte a las personas sin hogar durante los meses de invierno.
Sólo realiza dos viajes diarios en cada sentido, a las 8:00 y a las 9:20 desde Vallecas y a las 20:30 y a las 21:40 desde Atocha.

## Horarios
| Todos los días             |                            |
| Albergue Vallecas > Atocha | Atocha > Albergue Vallecas |
| 08:00                      | 20:30                      |
| 09:20                      | 21:40                      |

## Paradas
| Código | Parada                              | Conexiones con Metro y Cercanías |
| ------ | ----------------------------------- | -------------------------------- |
| 1166   | Intercambiador de Atocha            | Atocha                           |
| 5037   | Cº Pozo Tío Raimundo-Cº Hormigueras |                                  |